# گزنفون

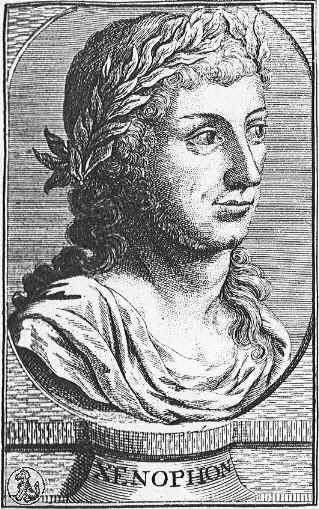

گِزِنُفون (به یونانی: Ξενοφῶν کْسِنُفون) (به فرانسوی: Xénophon ; گزِنِفون) فیلسوف، مورخ، و سرباز یونانی بود که در سال ۴۳۰ قبل از میلاد در آتن به دنیا آمد. دوران زندگی او حدوداً بین سالهای ۴۳۰ تا ۳۵۴ پیش از میلاد بوده‌است.
گزنفون از شاگردان سقراط بود و بعدها به خدمت پروخنوس درآمده به عنوان سپاهی اجیر در لشکرکشی کوروش کوچک علیه برادرش اردشیر دوم شرکت کرد. پس از مرگ کوروش، سپاهیان یونانی، گزنفون را به رهبری و قیادت خود برگزیدند. او توانست بازماندهٔ سپاه یونان را از طریق ماد و آسیای صغیر به یونان بازگرداند.
پس از بازگشت، سربازان یونانی ابتدا چند مدتی در تراکیه ساکن شدند و سپس به خدمت اسپارتیان درآمدند و در جنگ برای آزادسازی یونانیان آناتولی از حکومت پارسیان شرکت کردند. گزنوفون نیز از این زمان به بعد به شدت با اسپارتیان خصوصاً شاه اگسیلائوس دوم مراوده داشت، تا حدی که وقتی آتن و متحدینش علیه سلطهٔ اسپارت وارد جنگ شدند، گزنوفون به نفع اسپارت در سال؟ پیش از میلاد در کورونیا جنگید. احتمالاً این خدمات گزنوفون به اسپارتیان باعث شد تا به صورت رسمی از آتن تبعید شود. اسپارتیان به او جایی در شهری کوچک به نام اسکیلوس در نزدیکی اُلمپیا دادند تا زندگی کند. طی این سال‌ها گزنوفون به عنوان نمایندهٔ اسپارت در اُلمپیا خدمت می‌کرد، و پسرانش را برای آموزش به اسپارت فرستاد. بعضی تاریخ نگاران معتقدند که او در طی این دورهٔ زمانی سفری به سیسیل نیز کرده‌است. مدت کمی پس از کاهش قدرت اسپارت پس از نبرد لوکترا (۳۷۱ ق. م) گزنوفون از اسکیلوس اخراج شد و به احتمال زیاد در کورینت ساکن شد. احتمال می‌رود که پس از آنکه گریلوس فرزند گزنوفون برای آتن در نبرد مانتینیا به عنوان سواره نظام شرکت کرد و کشته شد، تبعید رسمی گزنوفون از آتن ملغی شده باشد. به هر حال کشته شدن فرزند گزنوفون در این نبرد باعث احساس همدردی آتن با گزنوفون شد، به طوری که بعدها ارسطو عنوان فرعی گریلوس را برای یکی از رساله‌های خود که در آن به نقد دیدگاه‌های ایسوکراتس می‌پرداخت، انتخاب کرد. گزنوفون حدود سال ۳۵۰ ق. م در آتن یا کورینت در گذشت.

## نویسندگی
کسنوفون با همهٔ آوازهٔ جهانگیرش، نویسنده‌ای طراز اول شمرده نمی‌شود او در واقع تاریخ‌نگار و فیلسوفی خودساخته بود. در بیشتر نوشته‌هایش عنایت و گرایش خاص او به اخلاق و مسایل تعلیم و تربیت به چشم می‌خورد. کسنوفون اغلب کار جهان و زندگی را ساده گرفته و برای هرگونه درد و مشکل اجتماعی و اخلاقی چاره و دارویی در آستین دارد، با این همه، بسان یک مرد به جهت شجاعت و تقوا و سادگیش شخصیتی شایستهٔ احترام است.

## شخصیت

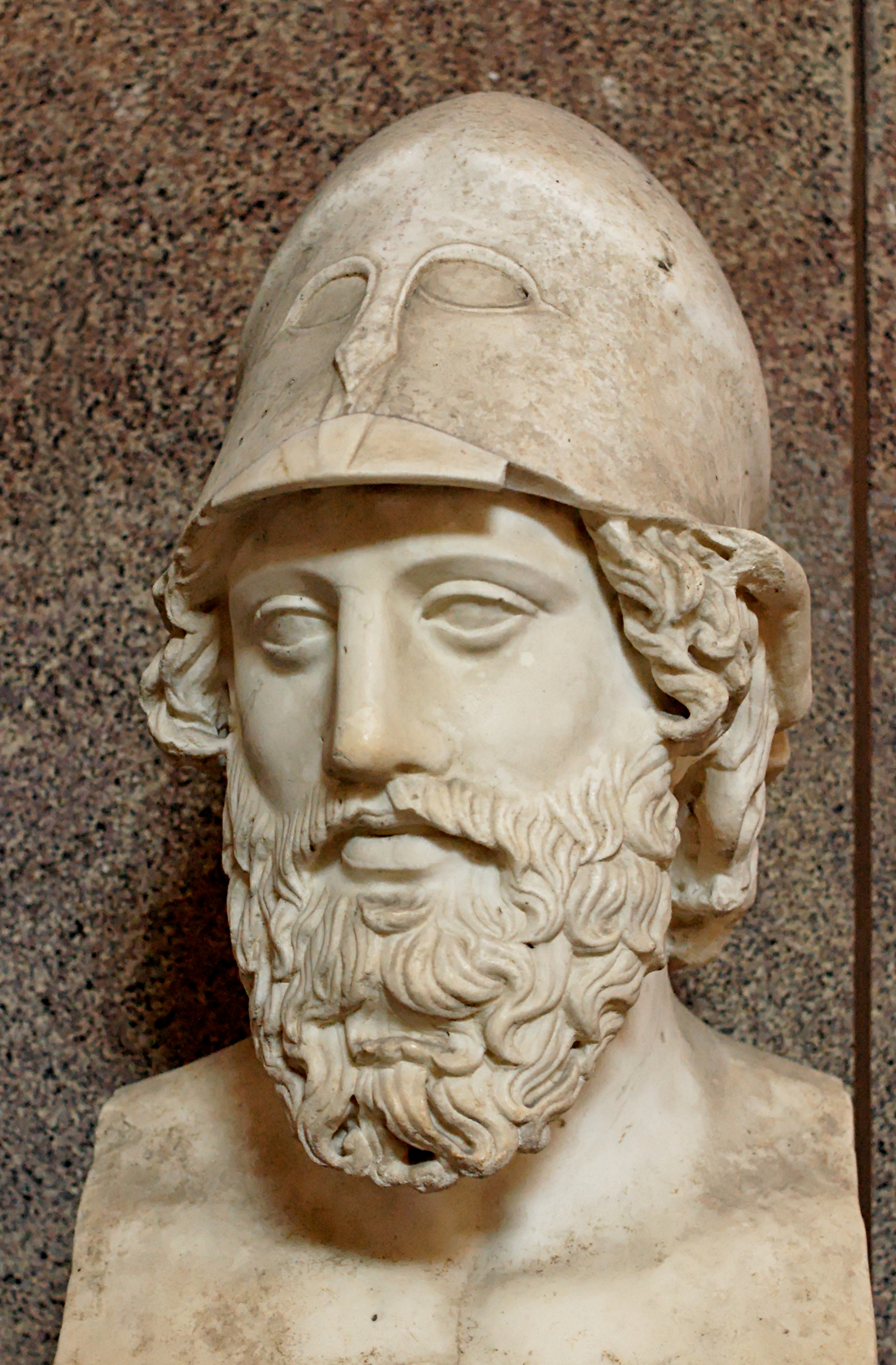
نیم تنه یک استراتگوس یونانی. مرمر، کپی رومی از دوران هادریان پس از یک نسخه اصلی یونانی از حدود. 400 قبل از میلاد

او در دوستی فردی وفادار و در رفتار و کنش بسیار ملایم بوده‌است و در شناخت مردم، مهارت خاصی داشته و با نشان دادن عیب آنان به خودشان، آنها را به تقوا و زهد و تحصیل فرا می‌خوانده‌است. تصویر ساده و بی‌پیرایه گزنفون از سقراط بیانگر انسانی است که بیش از هر چیز پایبند به اخلاق بوده و آدمی را نیک می‌شناخته و از این رو در داوری در بارهٔ آنان تساهل می‌ورزیده‌است. چنین ترسیمی از سقراط ممکن است در بعضی موارد بسیار ساده‌لوحانه به نظر آید و همین امر نیز باعث شده تا برخی داوری گزنفون را در بارهٔ سقراط نوعی ابتذال و آن را تصویری بی‌رمق و ناچیز از آن حکیم فرزانه تلقی کنند.

## آثار
معروفترین نوشتهٔ او آناباسیس است که شرح لشکرکشی کوروش کوچک و برگشت ده هزار سرباز یونانی تحت راهنمایی گزنفون به میهنشان است. کورش‌نامه (سیروپدیا یا تربیت کوروش) که در هشت کتاب پرداخته شده و گزنفون در آن آرای خاص خود را دربارهٔ تربیت جوانان در ضمن این داستان تاریخی بازگو کرده‌است. ضیافت، خاطرات سقراطی و آپولوژی نیز از نوشته‌های معروف او می‌باشند. مجموعهٔ نوشته‌های او به شرح ذیل می‌باشند:

### آثار تاریخی و بیوگرافی‌ها
- آناباسیس: شرح لشکرکشی کوروش کوچک و بازگشت ده هزار نفر یونانی
- کوروپدیا: شرح تربیت و بیوگرافی کورش بزرگ
- هلنیکا: شرحی از وضعیت یونان بین سال‌های ۴۱۱ تا ۳۸۲ قبل از میلاد، که به عنوان ادامه‌ای بر تاریخ جنگ‌های پلوپونزی نوشتهٔ توسیدید قلمداد می‌شود.
- آگسیلائوس: بیوگرافی اگسیلائوس دوم، شاه اسپارت
- قانون اساسی اسپارت: تاریخ و توصیف گزنوفون از دولت و نهادهای قانونی اسپارت

### رسالات سقراطی
- دفاعیه (یا آپولوژی) که همنام یکی از رسالات افلاطون است.
- ضیافت (یا سمپوزیوم) که همنام با رسالهٔ ضیافت افلاطون است.
- خانه‌داری (یا اکونومیکوس)
- خاطرات سقراطی

### سایر آثار و مقالات
- هیرو: گفتگوی بین هیرو، حاکم خودکامهٔ سیراکوز و سیمونیدس شاعر.
- در باب اسب سواری: مقاله‌ای در خصوص رام کردن، تربیت و مراقبت از اسب
- هیپارخیکوس: مقاله‌ای دیگر در خصوص اسب و وظایف یک افسر سواره نظام
- کینگتیکوس: مقاله‌ای در خصوص روش‌های صحیح شکار با سگ و مزایای شکار
- راه‌ها و روش‌ها: مقاله‌ای در خصوص اینکه آتن چگونه باید با بحران‌های اقتصادی و مالی برخورد کند.

## ویژگی آثار
از خصوصیات جالب توجه آثار گزنوفون پیشگام بودن یا متقدم بودن آن‌ها در سبک است. اولین نمونه‌ها یا به عبارت بهتر اولین نمونه‌های به جامانده از مقالات غیرپزشکی کوتاه و اتو بیوگرافی (آناباسیس) جزو آثار گزنوفون هستند. در خصوص سایر آثار او نیز اگرچه نمی‌توان گفت که در ژانر ادبی متقدم هستند، با این حال از لحاظات بسیاری نامعمول هستند. این مسئله در خصوص تفسیر تاریخ معاصر به سبک شخصی در هلنیکا، تاریخ نیمه واقعی در کوروش‌پدیا، و عکس‌العمل از لحاظ فلسفی غیر فنی در قبال سقراط در خاطرات سقراطی، ضیافت، خانه‌داری و دفاعیه، و بیوگرافی ستایش آمیز در رسالهٔ آگسیلائوس مشهود است. مسئلهٔ مهم دیگر در خصوص آثار گزنوفون این است که موضوعات این نوشته‌ها عموماً از تجربهٔ شخصی خود او نشأت گرفته‌اند. آناباسیس و کوروش‌پدیا از تجربهٔ شخصی او در جریانات لشکرکشی کورش کوچک در سال‌های ۴۰۰ تا ۴۰۱ و رسالات سقراطی او نیز از معاشرت او با سقراط سرچشمه گرفته‌اند. سایر آثار گزنوفون نیز به نحوی با تجربهٔ شخصی او در زندگی گره خورده‌اند. گزنوفون در بیشتر آثارش به صورت مستقیم یا غیر مستقیم از وقایع تاریخی به عنوان ابزاری برای پیشبرد نظرات اخلاقی یا سیاسی خود استفاده می‌کند، و به همین دلیل به عنوان یک تاریخ‌نگار به نقص و بی دقتی در نوشته‌های تاریخی‌اش متهم شده‌است. با این حال سبک نوشتاری او به خاطر سادگی و صداقت همواره مورد تحسین بوده‌است و از همان روزگار باستان به عنوان سبکی ساده، روان، اقناع کننده، لطیف، شاعرانه و نمونه‌ای خالص از سبک نوشتاری آتیک در نظر گرفته شده‌است.